# Hollyann
«Hollyann» es una melodía interpretada por la agrupación estadounidense de rock Boston y fue compuesta por Tom Scholz.  Aparece originalmente como la décima canción del álbum Third Stage, publicado por MCA Records en el año de 1986.

## Publicación y recepción
Este tema fue lanzado como sencillo en 1987 por MCA Records, siendo el quinto y último del disco Third Stage, con la nota de que fue el propio Scholz quién produjo el mismo.  En el vinilo se numeró también la pista «To Be a Man» —en español: «Para ser un hombre»—, escrita por Tom Scholz.
Contrario a lo ocurrido con los cuatro sencillos anteriores, «Hollyann» no entró en los listados de popularidad en los Estados Unidos.

## Versión promocional
La edición de promoción de «Hollyann» fue lanzada en formato de doce pulgadas y numera el tema homónimo en ambas caras del sencillo, la única diferencia entre éstas es la duración de las canciones.

## Lista de canciones
Todos los temas fueron escritos por Tom Scholz.

### Versión comercial
| Lado A |            |          |  |
| N.º    | Título     | Duración |  |
| 1.     | «Hollyann» | 4:22     |  |

| Lado B |               |          |  |
| N.º    | Título        | Duración |  |
| 2.     | «To Be a Man» | 3:33     |  |
| 7:55   |               |          |  |

### Edición promocional
| Lado A |                                |          |  |
| N.º    | Título                         | Duración |  |
| 1.     | «Hollyann» (versión del álbum) | 5:18     |  |

| Lado B |                                   |          |  |
| N.º    | Título                            | Duración |  |
| 2.     | «Hollyann» (versión del sencillo) | 4:22     |  |
| 9:40   |                                   |          |  |

## Créditos
- Brad Delp — voz
- Tom Scholz — guitarra acústica, guitarra eléctrica, bajo, teclados, piano, órgano
- Jim Masdea — batería